# Louise Meintjies
Louise Meintjies (née le 17 juin 1973) est une athlète sud-africaine, spécialiste du lancer du poids. 

## Biographie
Elle remporte la médaille d'or du lancer du poids lors des championnats d'Afrique 1993, à Durban, avec la marque de 14,66 m.

### Palmarès
| Date | Compétition            | Lieu   | Résultat | Performance |
| ---- | ---------------------- | ------ | -------- | ----------- |
| 1993 | Championnats d'Afrique | Durban | 1re      | 14,66 m     |

### Records
| Épreuve         | Performance | Lieu | Date |
| --------------- | ----------- | ---- | ---- |
| Lancer du poids |             |      |      |